# Fred Hoff
Fred Hoff (* 25. Januar 1943 in Hannover; † 20. Oktober 2006) war ein deutscher Fußballspieler. Für Hannover 96 und Rot-Weiß Oberhausen absolvierte der Offensivspieler in der Fußball-Bundesliga 41 Spiele und erzielte dabei zwölf Tore.

## Karriere
Hoff wechselte 1961 von SV Arminia Hannover zum Stadtrivalen Hannover 96, mit denen er in den letzten zwei Runden in der alten erstklassigen Oberliga Nord spielte. Der kleine und wendige Angreifer debütierte am 24. September 1961 bei einem 0:0-Heimremis gegen den VfL Osnabrück in der Oberliga. Er stürmte an der Seite von Fredy Heiser und Georg Kellermann. Otto Hartz führte am Rundenende die 96er-Torschützenliste mit 15 Treffern an, Hoff hatte elf Spiele absolviert und die „Roten“ hatten den 13. Rang belegt. Im letzten Jahr der alten Oberliga, 1962/63, kam Hoff lediglich zu drei Einsätzen und Hannover 96 wurde als 9. nicht für die neue Fußball-Bundesliga ab der Saison 1963/64 nominiert. Für die erste Saison der neuen zweitklassigen Regionalliga Nord, 1963/64, wurde der alte Erfolgstrainer Helmut Kronsbein wieder verpflichtet und die Spielerneuzugänge Horst Podlasly (Torhüter), Werner Gräber und Walter Rodekamp. Die 96er wurden hinter dem FC St. Pauli Tabellenzweiter in der Nordstaffel. Der zweite Platz berechtigte zur Teilnahme an der Aufstiegsrunde zur Bundesliga. Hannover setzte sich gegen den KSV Hessen Kassel, Alemannia Aachen und den FK Pirmasens durch. Hoff hatte aber in der Regionalliga wie auch in der Aufstiegsrunde kein Pflichtspiel bestritten. Die nächsten zwei Jahre spielte Hoff für die 96er in der Bundesliga und kam in 15 Ligaspielen mit sechs Toren zum Einsatz. Am 10. April 1965, bei einem 4:2-Heimerfolg gegen den Karlsruher SC, debütierte er auf Rechtsaußen in der Bundesliga. Er erzielte dabei zwei Tore. Es folgten noch drei Einsätze gegen den 1. FC Kaiserslautern (4:0, 1 Tor), Borussia Neunkirchen (1:1) und den VfB Stuttgart (3:0). Die Stammformation des Bundesligaaufsteigers lief zumeist in der Formation mit Heiser, Gräber, Rodekamp, Udo Nix und Jürgen Bandura auf und erreichte den 5. Rang.
In seine zweite Bundesligasaison mit Hannover 96 startete er am 14. August 1965 mit einem 1:0-Auswärtserfolg beim 1. FC Köln. Er stürmte auf Rechtsaußen an der Seite von Gräber, Rodekamp, Nix und Bandura. Im Rundenverlauf konkurrierte er mit Heiser um den Platz am rechten Flügel und hatte am Rundenende in elf Ligaeinsätzen drei Tore erzielt. Neuzugang Hans Siemensmeyer hatte in 30 Spielen 15 Tore erzielt. Zur Saison 1966/67 wechselte der Angreifer dann zum 1. SC Göttingen 05 in die zweitklassige Regionalliga Nord.
Zu den Schwarz-Gelben in die Leinestadt in der Region Südniedersachsen waren auch noch Heiner Klose und Peter Klepatz gekommen. Unter Trainer Fritz Rebell erzielte Hoff an der Seite von Torjäger Dietmar Mürdter (30-17) in 26 Ligaeinsätzen 12 Tore und die Maschpark-Elf errang vor dem punktgleichen Holstein Kiel (je 45:19 Punkte) die Vizemeisterschaft. Das vorentscheidende Spiel endete am 7. Mai 1967 vor 17.000 Zuschauern 0:0 in Kiel. Die Stärken des Nordvizemeisters lagen im Kampfgeist und der Kondition. In der Aufstiegsrunde war Hoff in den Spielen gegen Kickers Offenbach (0:2), Alemannia Aachen (1:2, 1:3) und Tennis Borussia Berlin im Einsatz. Vor seiner zweiten Runde, 1967/68, waren zwar die Abgänge von Reinhard Roder und Mürdter zum 1. FC Köln zu ersetzen, aber mit den Neuzugängen Fred Englert, Peter Woldmann, Horst-Dieter Berking und Harald Evers wurde der sportliche Verlust aufgefangen. Hoff hatte eine wochenlange Verletzungspause zu verkraften und kam so nur zu elf Einsätzen, in denen er zwei Tore zur erneuten Vizemeisterschaft beisteuerte. Das Erfolgsrezept war die von Trainer Rebell energisch geförderte Kameradschaft, die der Motivationskünstler mit einer sagenumwobenen Kondition und einem modernen, vornehmlich aus Steilpässen bestehenden Offensivspiel, verfeinert hatte. In der dritten Runde von Hoff bei Göttingen belegten die Nullfünfer den 4. Rang; interne Probleme um die Person sowie die Arbeitsweise von Trainer Rebell hatten trotz der sportlich guten Neuzugänge Thomas Rohrbach und Hans-Joachim Weller eine bessere Platzierung verhindert.
Nach drei Jahren Regionalliga Nord mit 51 Spielen und 16 Toren zog es Hoff weiter zu Tasmania Berlin. In seiner ersten Saison belegte er mit dem Verein aus Neukölln 1969/70 den 3. Rang. Mit Tasmania wurde er 1970 Berliner Pokalsieger und 1971 unter Trainer Hans Hipp Meister der Regionalliga Berlin. In der Meisterschaftsrunde hatte Hoff an der Seite von Mitspielern wie Horst Grunenberg (Torhüter), Lothar Groß, Ivan Šangulin, Klaus Walleitner, Werner Ipta und Torjäger Franz Emans (31 Tore) in 33 Ligaspielen fünf Tore erzielt. Er bestritt auch 1971 sechs Aufstiegsrundenspiele zur Bundesliga, in denen ihm ein Tor gelang. Der ehemalige fixe Dribbler und Flankenkönig am rechten Flügel war bei Tasmania zwei Jahre lang der Spielmacher im Mittelfeld gewesen. Tasmania verließ er 1971 nach 54 Regionalligaspielen und 12 Toren, sein neuer Arbeitgeber wurde Bundesligist Rot-Weiß Oberhausen, wohin es auch Tas-Kollege Emans zog.
Für die rot-weiße Kleeblattelf vom Stadion Niederrhein spielte er die nächsten eineinhalb Jahre in der Bundesliga. In der Runde 1971/72 belegte RWO unter Trainer Günther Brocker den 15. Rang und Hoff hatte in 20 Ligaeinsätzen sechs Tore erzielt. Nach seinem sechsten Ligaeinsatz am 1. Dezember 1972, bei einem 1:1-Remis im Heimspiel gegen den VfL Bochum, in dem er in der 69. als Einwechselspieler zum Einsatz gekommen war, beendete er seine Aktivität in Oberhausen und schloss sich SVA Gütersloh in der Regionalliga West an. Hoff debütierte beim SVA unter Trainer Michael Pfeiffer am 14. Januar 1973 bei einem 1:1 beim Lüner SV. Für Gütersloh kam er noch zu 47 Regionalligaeinsätzen, in denen er neun Tore schoss, und beendete im Sommer 1974 seine Laufbahn als Lizenzspieler.